# Пецька патріархія
Пе́цький патріарха́т (сербохорв. Пећка патријаршија, Pećka patrijaršija) — історична східно-православна автокефальна помісна церква з центром у місті Печ, існувала з 1346–1463, потім повторно 1557–1766. Розглядається як період Сербської православної церкви.

## Історія

### Перший патріархат
Перша незалежна сербська церква заснована у 1219 р Саввою І Сербським. Він спочатку був архієпископом Жичським, потім Печським.
Стефан Душан, під час громадянської війни у Візантії у 1346, оголосив себе імператором сербів і при підтримці Тирновської патріархії підняв рівень підопічної йому Печської архієпіскопії до патріархату, оголосивши першим патріархом Іоаникія ІІ.
Після завоювання Смедерево у 1459 та підпорядкування Сербії Османській імперії, патріархат був ліквідований, приходи Печського патріархату передані під керівництво Охрідської архієпіскопії.

### Другий патріархат

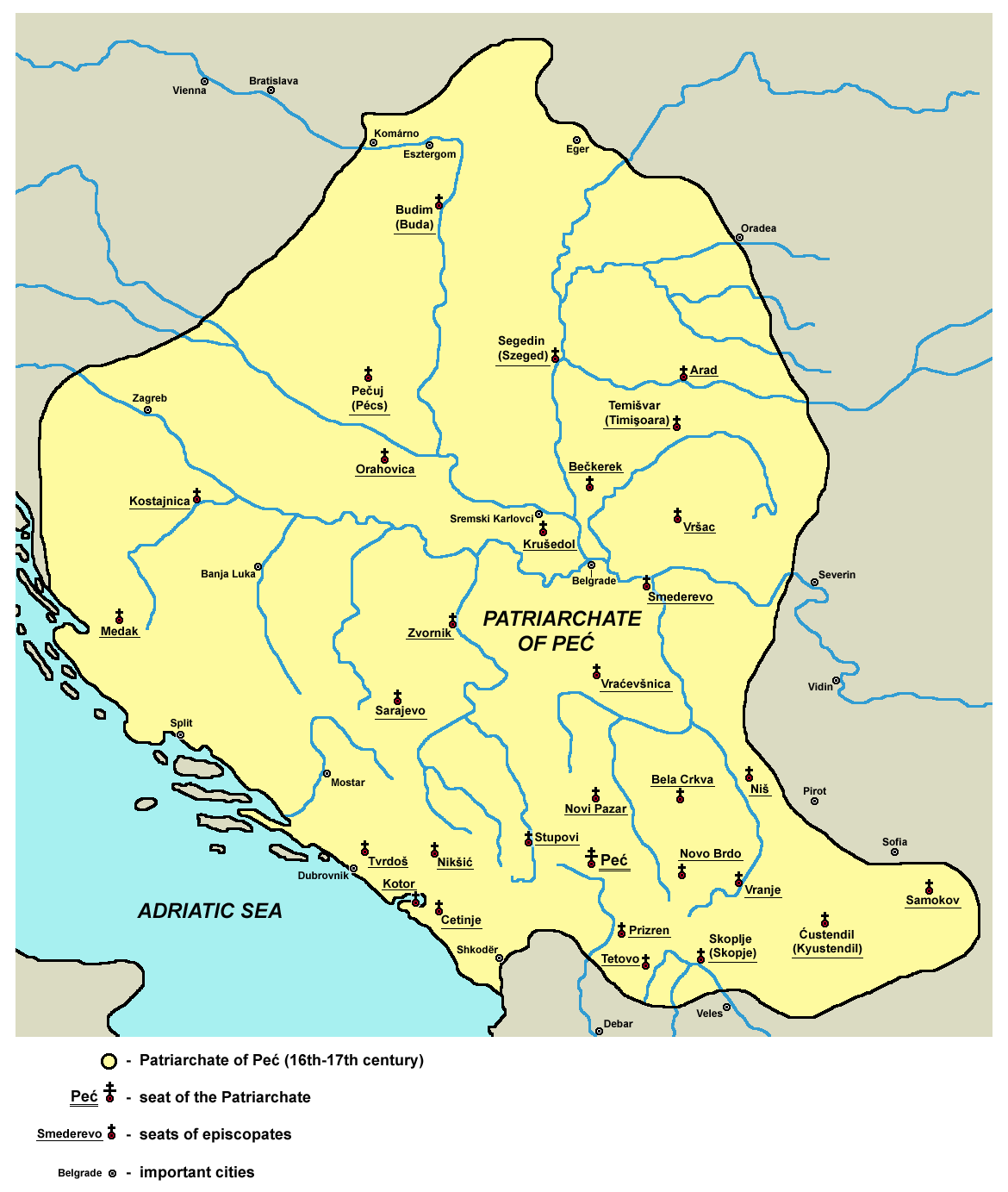
Кордони Печського патріархату у XVI—XVII ст.

Лише через 100 років, брати Соколовичі — Макарій та Мехмед-паша — змогли добитися відновлення Печського патріархату.
Турки, даючи дозвіл на відновлення патріархату у 1557 намагалися таким чином зміцнити владу султана в сербських землях, у першу чергу у прикордонні з католицькими підданими Австрійської імперії.
Печський патріарх Арсеній ІІІ Черноєвич (правив 1674—1690) під час Великої турецької війни активно підтримував Австрію і навіть погрожував відлученням від церкви православних, що співчували туркам. Після успішних дій турок у 1690, тисячі косівських сербів на чолі зі своїм Патріархом переселилися до Угорщини, де була заснована Карловацька митрополія.
Велике переселення сербів у 1690 значно послабило незалежність Печського патріархату. У результаті, в рамках політики елінізації, що проводила Османська імперія, у 1766 Печський патріархат був знову ліквідований, а сербські приходи були передані під керівництво Константинопольського патріархату. Призначенням єпископів у сербські землі тепер займалися фанаріоти.

## Кордони
Територія, що знаходилася під юрисдикцією Печського патріархату охоплювала Моравську Сербію, Банат та Трансільванію.
До складу єпархії включені західно-болгарські землі, у тому числі на ті, ще сьогодні знаходяться Кюстендил, Самоков, Рильський монастир, Мехомія та Банско. Патріархат також контролював землі сучасного Косова та Сучасної Македонії.